# Estação Polo Sul Amundsen-Scott

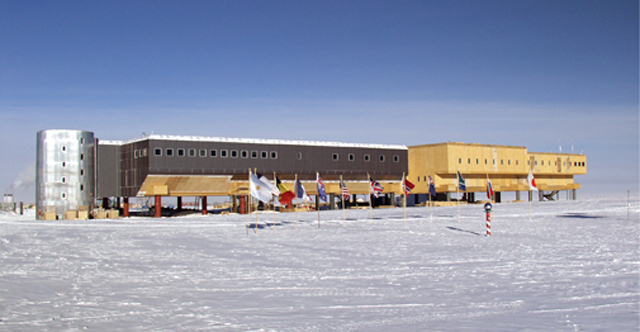
A estação em janeiro de 2006.

 A Estação Polo Sul Amundsen-Scott (nome original em inglês: "Amundsen-Scott South Pole Station") é uma estação de pesquisa dos Estados Unidos localizada no Polo Sul geográfico, na Antártida. Isto a torna o local continuamente habitado mais ao sul da Terra. O nome da Estação é uma homenagem aos exploradores Roald Amundsen e Robert Falcon Scott, que atingiram o Polo Sul em 1911 e 1912.
A estação foi originalmente construída em novembro de 1956 para apoiar o Ano Internacional da Geofísica, em 1957, e tem sido continuamente ocupada desde então. Atualmente se localiza a 100 metros do Polo Sul geográfico, e deriva em direção ao polo a uma taxa de cerca de dez metros por ano.
As temperaturas registradas tem variado entre -13,6 °C e -82,8 °C. A média anual varia de -28 °C em dezembro a -60 °C em julho. A velocidade média do vento é de 5,5 metros por segundo; a velocidade máxima registrada foi de 24 metros por segundo.
O acúmulo de neve é aproximadamente equivalente em água a 6—8 centímetros por ano. A estação está a uma altitude de 2835 metros, na capa de gelo da Antártida, que possui cerca de 2 850 metros de espessura naquele ponto.

## História da Instalação
Apesar dos Estados Unidos ter continuamente mantido a instalação no Polo Sul desde 1957, a central de armazenamento, a cozinha e as unidades de comunicação foram reconstruídas e reposicionadas diversas vezes. Cada instalação contendo estas unidades centrais foram nomeadas "Estação Polo Sul Amundsen-Scott".

### Estação original (1957–1975)
A estação original, agora conhecida como "Old Pole" ("Antigo Polo", em inglês), foi construída por 18 tripulantes da Marinha dos Estados Unidos entre 1956 e 1957. A tripulação pousou no local em outubro de 1956 e foi o primeiro grupo a invernar no Polo Sul, em 1957. Já que as condições de inverno no Polo Sul nunca haviam sido medidas, a estação foi construída parcialmente no subsolo para protegê-la das piores condições climáticas imagináveis. As "piores condições" acabaram sendo bastante "amenas". A temperatura mais baixa durante 1957 foi -74 °C, que combinada com uma baixa umidade e baixa pressão atmosférica é gerenciável, caso se possa contar com proteção adequada.
Como todas as estruturas no Polo Sul, a estação original causou um acúmulo da neve soprada pelo vento nas áreas adjacentes. Este acúmulo causou o soterramento da estrutura em 1,2 metros de neve por ano. A antiga estação, abandonada desde 1975, está agora enterrada profundamente na neve, e a pressão causou o desabamento da cobertura, que era feita principalmente de madeira. O local é considerado área de risco e isolado de todos os visitantes do Polo Sul.

### Domo (1975-2003)
A estação foi relocalizada e reconstruída em 1975 na forma de uma cúpula geodésica de 50 metros de largura e 16 metros de altura que, com arcadas de metal de 14 por 24 metros, cobre as edificações modulares, os contêineres de combustível e o equipamento. Prédios separados dentro do domo abrigam instrumentos para a monitoração da atmosfera superior e inferior e para utilização em inúmeros e complexos projetos de astronomia e astrofísica. As estruturas do domo podem acomodar apenas 50 pessoas, o que é insuficiente para o número crescente de pessoal de apoio, construção e ciência. A partir do meio dos anos 80, o corpo de funcionários sazonais para o verão tem sido abrigado em um grupo de tendas aquecidas da Guerra da Coreia. Além disso, um número de estruturas para ciência e armazenamento foram acrescentadas nos anos 90, especialmente para astrofísica e astronomia.
Durante o período no qual o Domo serviu como estação principal muitas mudanças foram realizadas nas operações dos Estados Unidos no Polo Sul. Dos anos 90 em diante, a pesquisa astrofísica conduzida no Polo Sul tirou partido das condições atmosféricas favoráveis e começou a produzir resultados científicos relevantes. A importância destas descobertas mudou as prioridades nas operações da estação, aumentando o status do equipamento e pessoal científico.

### Estação elevada (2003 até o presente)
Em 1999 teve início a construção de uma nova estação elevada (elevated station em inglês), adjacente ao Domo. Características da nova estação incluem um projeto modular, para acomodar a crescente população, e uma elevação regulável, para prevenir que a estação seja enterrada na neve.

## Operação
Cento e trinta pessoas ou mais trabalham no local durante o verão. Elas se retiram no começo de março, deixando várias dezenas (58 em 2003) de "invernantes", na sua maioria pessoas de apoio mais alguns cientistas, que mantêm a estação funcionando durante os meses da noite polar. O pessoal de inverno da estação fica isolado entre o meio de fevereiro até o final de outubro. A maioria dos cientistas trabalham em astronomia de baixa frequência; a baixa (h)umidade do ar polar, combinada com a altitude de mais de 2 700 metros deixa o ar bem mais transparente em algumas frequências do que é o tipicamente encontrado na maior parte da Terra, e os meses de escuridão permitem que o sensível equipamento funcione constantemente. Numerosos voos de aeronaves do tipo Lockheed C-130 Hercules equipadas com esquis abastecem a estação durante outubro e fevereiro.
Invernar na estação oferece muitos perigos e estresse, já que a população fica em quase total isolamento. A estação é completamente autossuficiente e utiliza a energia de três geradores movidos a combustível de avião. Pesquisas na estação incluem glaciologia, geofísica, meteorologia, astronomia, astrofísica e estudos biomédicos.